# تل کافریالی دولت‌آباد
عمادابادمروودشت
تل کافریالی دولت‌آباد مربوط به سده‌های میانه دوران‌های تاریخی پس از اسلام است و در شهرستان مرودشت، بخش مرکزی، دهستان رامجرد ۱، شرق روستای دولت‌آباد، کنار جاده سد درودزن واقع شده و این اثر در تاریخ ۳۰ بهمن ۱۳۸۶ با شمارهٔ ثبت ۲۰۹۴۷ به‌عنوان یکی از آثار ملی ایران به ثبت رسیده است.